# Ochrus ornatus
Ochrus ornatus är en skalbaggsart som först beskrevs av Fisher 1935.  Ochrus ornatus ingår i släktet Ochrus och familjen långhorningar.
Artens utbredningsområde är:
- Guadeloupe.
- Venezuela.

Inga underarter finns listade i Catalogue of Life.